# Kyu Sakamoto

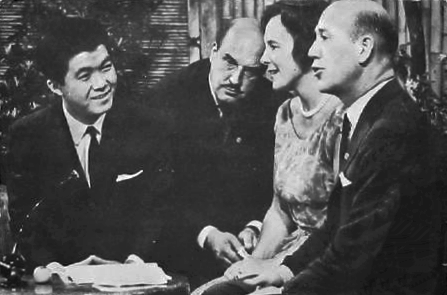
10 oktober 1964, Kyū Sakamoto wordt geïnterviewd op de Zweedse TV.

Kyū Sakamoto (Japans: 坂本 九, Sakamoto Kyū), geboren als Ōshima Hisashi (大島 九) (Kawasaki, 10 december 1941 - Gunma, 12 augustus 1985) was een Japans zanger en acteur.

## Biografie
Sakamoto werd geboren in Kawasaki, hij was de jongste telg in een gezin van negen kinderen. Zijn roepnaam is Kyū (九), wat Japans is voor 'negen'. Sakamoto is een neef van de freejazz-saxofonist Kaoru Abe. Sakamoto begon te zingen op de middelbare school en werd al snel populair. In 1958 werd hij zanger in de Japanse popband 'The Drifters'.
Een van zijn bekendste en meest geliefde nummers was Ashita ga aru sa (Er is altijd morgen nog). Het lied werd gecoverd door de Japanse band Ulfuls in 2001. Sakamoto was nauw betrokken bij het welzijn van ouderen, jongeren en gehandicapten in Japan. Zijn lied Ashita ga aru sa was dan ook het themalied van de Paralympische Zomer Spelen in 1964 die in Tokio werden gehouden.
In 1963 had Sakamoto een internationale hit met het lied Ue o muite arukō, dat wereldwijd bekend is geworden onder de titel Sukiyaki.
Op 12 augustus 1985 kwam Kyū Sakamoto om het leven in een vliegtuigongeluk waarbij vlucht 123 van Japan Airlines crashte toen ze de bergkam van de Takamagahara raakte in de prefectuur Gunma, circa 100 kilometer buiten Tokio. Voordat het vliegtuig neerstortte heeft Sakamoto nog een afscheidsbriefje kunnen schrijven aan zijn vrouw, Yukiko Kashiwagi, met wie hij zijn twee dochters Hanako en Maiko had. Kyū Sakamoto is 43 jaar oud geworden.

## Sukiyaki
Zijn populairste lied, Sukiyaki, dat eigenlijk Ue o muite arukō heet, bezorgde Sakamoto internationale faam. Het lied stond in 1963 in de hitlijsten in zowel Japan als de Verenigde Staten. In de Verenigde Staten stond Sukiyaki drie weken lang boven aan de Billboard Hot 100 lijst en was daarmee tevens het eerste en enige volledig Japanstalige lied dat die notering ooit behaalde. De liedtekst is geschreven door Rokusuke Ei en de muziek is gecomponeerd door Hachidai Nakamura. De liedtekst verhaalt over een man die opkijkt terwijl hij loopt om zo te voorkomen dat zijn tranen vallen in elk seizoen van het jaar.
Sakamoto is slechts met één ander lied in de buitenlandse hitlijsten gekomen. Zijn Chinese nachten (Shina no yoru) haalde nummer 58 op de hitlijst in 1963. Zijn enige Amerikaanse album, Sukiyaki en andere Japanse hits bracht hij eveneens uit in 1963 en bleef 17 weken in de Amerikaanse hitlijsten staan.
Op 16 maart 1999 heeft de Japanse posterij Japan Post een postzegel uitgegeven waarop een man met zijn hoofd opgeheven loopt. De zegel refereert aan het verhaal dat wordt verteld in het lied van Sakamoto.

### Culinaire associatie
Het lied wordt officieus Sukiyaki genoemd omdat men de originele Japanse titel té complex achtte voor het Amerikaanse publiek. Daarom werd een bekend woord gekozen dat mensen zouden associëren met Japan; ook al heeft het woord Sukiyaki als zodanig totaal geen verband met het verhaal dat wordt verteld in het lied. 

## Discografie

### Albums
- Sukiyaki And Other Japanese Hits (1963)
- Kyu Sakamoto Memorial Best (2005)
- Kyu Sakamoto CD & DVD The best (2005)

### NPO Radio 2 Top 2000
| Nummer met noteringen in de NPO Radio 2 Top 2000 | '06  | '07-'08 | '09  | '10  | '11  | '12  | '13  | '14  | '15  |
| ------------------------------------------------ | ---- | ------- | ---- | ---- | ---- | ---- | ---- | ---- | ---- |
| Ue o muite arukō                                 | 1870 | -       | 1662 | 1533 | 1609 | 1679 | 1680 | 1622 | 1713 |

1. ↑  Een '-' betekent dat het nummer niet was genoteerd en een vetgedrukt getal geeft de hoogste notering aan.
2. ↑  2006 was het eerste jaar met een notering voor dit nummer.
3. ↑  Deze tabel is bijgewerkt tot en met de laatste editie (2024).

## Filmografie
- Subete Ga Kurutteru (1960)
- Kigeki: ekimae danchi (1961)
- Ushichi jini aimasho (1963)
- Shiawase nara te o tatake "Klap in je handen wanneer je blij bent." (1964)
- Garibā no Uchū Ryokō "Gullivers reizen voorbij de maan" (1965)
- Kyu-chan no Dekkai Yume "Kyu-chans grote droom" (1967)
- Tokkan (1975)

## Trivia
- planetoïde (6980) Kyusakamoto is genoemd naar Kyū Sakamoto.
- Zijn naam: 'Kyū' is een alternatieve uitspraak voor het kanji-karakter (九) dat staat voor zijn eigenlijke naam: Hisashi.

## Erflating
- Kyū Sakamoto's gedenkhuis (坂本九思い出記念館 sakamoto kyū omoide kinenkan) in Kuriyama, Hokkaido. Het gedenkhuis is tevens een museum.